# Échay
 Échay  es una población y comuna francesa, en la región de Franco Condado, departamento de Doubs, en el distrito de Besançon y cantón de Quingey.

## Demografía
| 82 | 63 | 66 | 75 | 76 | 67 |
| Para los censos de 1962 a 1999 la población legal corresponde a la población sin duplicidades (Fuente: INSEE [Consultar]) |    |    |    |    |    |